# جون أميتشي
جون أميتشي (بالإنجليزية: John Amaechi) مواليد 26 نوفمبر 1970 في بوسطن، هو لاعب كرة سلة بريطاني سابق وحمل الرقم 13 و26. يبلغ طوله 6 قدم 10 بوصة (2.1 م). وهو يعتبر نفسه مثلي الجنس.

## فرق لعب لها
- كليفلاند كافالييرز
- شوليه باسكت
- فيرتوس بالاكانسترو بولونيا
- شفيلد شاركس
- ليموج سي إس بي
- أورلاندو ماجيك
- يوتاه جاز

## روابط خارجية
- جون أميتشي على موقع الاتحاد الدولي لكرة السلة (الإنجليزية)
- جون أميتشي على موقع إن بي أي (الإنجليزية)
- جون أميتشي على موقع سبورتس رفرنس (الإنجليزية)
- جون أميتشي على موقع كلية كرة السلة في سبورتس رفرنس.كوم (الإنجليزية)
- جون أميتشي على موقع ريلجم (الإنجليزية)
- جون أميتشي على موقع بروبوليرز (الإنجليزية)
- جون أميتشي على موقع اتحاد ألعاب الكومنولث (مؤرشف) (الإنجليزية)